# Israa Abdel Fattah
Israa Abdel Fattah (Arabisch: إسراء عبد الفتاح), door de buitenlandse pers ook wel de Facebook Girl genoemd (Banha, 1978 of 1981), is een Egyptisch internetactiviste en blogster. Ze is een van de oprichters van de 6 aprilbeweging en was een van de prominente activisten tijdens de Egyptische Revolutie van 2011 en tegen de erop volgende regering van Mohamed Morsi.

## Biografie
Fattah werkte als HRM-medewerkster toen ze in 2005 besloot politiek actief te worden en het op te nemen tegen de corruptie in het land. Ze werkte mee aan de campagne van de El-Ghad-partij waarvan de leider, Ayman Nour, het in de verkiezingen van dat jaar opnam tegen president Moebarak. Hij verloor de verkiezingen en werd daarna opgepakt en na een politiek proces tot drie jaar gevangenisstraf veroordeeld.
In 2008 besloot ze een oproep op Facebook te plaatsen om de arbeidersstaking in Mahalla te steunen. Hierop ontving ze duizenden reacties en nog hetzelfde jaar richtte ze onder meer met Ahmed Maher met anderen de 6 aprilbeweging op. De dag van de staking, 6 april 2008, werd ze gearresteerd toen ze met vrienden in een café zat. Op social media plaatsten honderden haar foto uit protest op hun profiel. Toen dit internationaal werd opgepakt, kreeg ze van de buitenlandse media de bijnaam Facebook Girl. Toen ze twee weken later werd vrijgelaten, liet ze in een korte verklaring weten dat ze afstand deed van het politiek activisme. De eerste jaren verdween ze ook daadwerkelijk van het politieke toneel, maar vanaf de eerste dag van de Egyptische Revolutie, op 25 januari 2011, was ze er weer bij en gaf ze commentaar over de protesten op Al Jazeera. Ze wordt gezien als een van de prominente activisten tijdens deze protesten.
Na de val van Moebarak kreeg ze haar eigen geheime dossier in handen, waaruit bleek dat de autoriteiten haar grondig hadden gevolgd, door middel van het aftappen van telefoongesprekken en het onderscheppen van e-mails vanaf haar Gmail-account. Het dossier bevatte onder meer gesprekken die ze had gevoerd met haar ex-man over de aanstaande scheiding en volledige lijst van bedrijven waar ze had gesolliciteerd.
In 2011 werd ze genoemd als een van de kanshebbers voor de Nobelprijs voor de Vrede, omdat ze tijdens de protesten koers had gehouden en vanwege het geweldloze karakter van de protesten. Twee jaar later deed ze mee aan de succesvolle protesten tegen het bewind van de opvolger van Moebarak, Mohamed Morsi. Ze was een van de deelnemers aan de documentaire Uprising van Fredrik Stanton uit 2012.